# Susana Dosamantes
María del Perpetuo Socorro Guadalupe Susana Dosamantes Rul Riestra, conocida como Susana Dosamantes (Guadalajara, Jalisco, 9 de enero de 1948-Miami, Florida, 2 de julio de 2022), fue una actriz mexicana.

## Biografía
María del Perpetuo Socorro Guadalupe Susana Riestra nació el 9 de enero de 1948 en Guadalajara, México, hija de Mario Dosamantes Rul y de María Elena Susana Riestra Alcaraz.
Debutó en el cine en el año 1968 en la película Los recuerdos del porvenir. Posteriormente, se integró también al teatro y a la televisión, donde actuó en telenovelas.

## Vida personal
En 1969, contrajo matrimonio con el abogado español Enrique Rubio González (1943-2011), con quien procreó dos hijos: Paulina Rubio, cantante, y Enrique Rubio, y se separó en 1974. Su segundo matrimonio fue con el empresario y productor audiovisual español Carlos Vasallo Tomé (1950-), de quien se divorció en 1988. Su último matrimonio fue con Luis Rivas.

### Muerte
El 22 de abril del 2022 reveló que padecía cáncer de páncreas y que estaba sometida a un intenso tratamiento; sin embargo, Dosamantes falleció el 2 de julio de 2022 a causa de un estado muy avanzado de ese padecimiento.

## Trayectoria

### Televisión
- Muchacha italiana viene a casarse (1971-1973)
- Las gemelas (1972) - Carmen
- El carruaje (1972) - Concepción
- El edificio de enfrente (1972-1973) - Celia
- La hiena (1973-1974) - Dayanara
- Ana del aire (1974) - Norma
- El chofer (1974-1975) - Pilar
- Lo imperdonable (1975-1976) - Gloria Fonseca Flores de Vidal
- Corazón salvaje (1977-1978) - Aimée Molnar
- Aprendiendo a amar (1980-1981) - Teresa Ibáñez Robles
- Infamia (1981-1982) - Lidia Santana
- Amalia Batista (1983-1984) - Amalia Batista
- Morir para vivir (1989) - Rosaura Guzmán de Iturralde
- Amada enemiga (1997) - Regina Proal de Quijano
- Rebeca (2003) - Matilde Linares
- El amor no tiene precio (2005-2006) - Lucrecia Cevallos Vda. de Monte y Valle
- Marina (2006-2007) - Alberta Morales Vda. de Alarcón
- El juramento (2008) - Luisa Vega de Robles-Conde
- Eva Luna (2010-2011) - Marcela Castro de Arismendi
- Corazón apasionado (2012) - Úrsula Villacastín Vda. de Campos-Miranda
- Tres veces Ana (2016) - Ernestina Jaramillo Crespo Vda. de Rivadeneira
- El vuelo de la Victoria (2017) - Gloria Vda. De Santibáñez y Calzada
- Si nos dejan (2021) - Eva «Tita» vda. de Montiel[8]

### Cine
- Remolino de pasiones (1968) - Gaby
- Los recuerdos del porvenir (1968) - Julia Andrade
- Confesiones de una adolescente (1969)
- Flor de durazno (1969)
- Matrimonio y sexo (1969)
- Siete Evas para un Adán (1969) - Betty
- Río Lobo (1970) - María Carmen[9]
- El juego de la guitarra (1971)
- Duelo al atardecer (1972)
- El imponente (1972)
- Kaliman, el hombre increíble (1972) filme basado en la serie de aventuras de historietas "Profanadores de tumbas"
- La yegua colorada (1973) - Idabel Fientes
- Jalisco nunca pierde (1973)
- Hermanos de sangre (1974)
- Aventuras de un caballo blanco y un niño (1975)
- Más negro que la noche (1975) - Aurora
- A home of Our Own (1975) - Magdalena
- Kalimán en el siniestro mundo de Humanón (1976)
- ¡Qué verde era mi duque! (1980)
- El Día del Compadre (1983) Bertha
- Asesino a sueldo (1984)
- El sexo de los ricos (1984)
- El placer de la venganza (1986)
- Escuadrón (1987) - Roxana
- Keiko en peligro (1989)
- Comando marino (1990) - Comandanta
- El estrangulador de la rosa (1990) - Paola Luna
- La ley de la mafia (1990) - Dinorah
- El arribo de Conrado Sierra (2016)
- El fantasma de mi novia (2018)

### Teatro
- Hijas de su madre (2017-2018)[2]

## Premios y nominaciones

### Premios TVyNovelas
| Año  | Categoría               | Telenovela       | Resultado |
| ---- | ----------------------- | ---------------- | --------- |
| 1990 | Mejor actriz antagónica | Morir para vivir | Ganadora  |